# 모니카 (레이더)

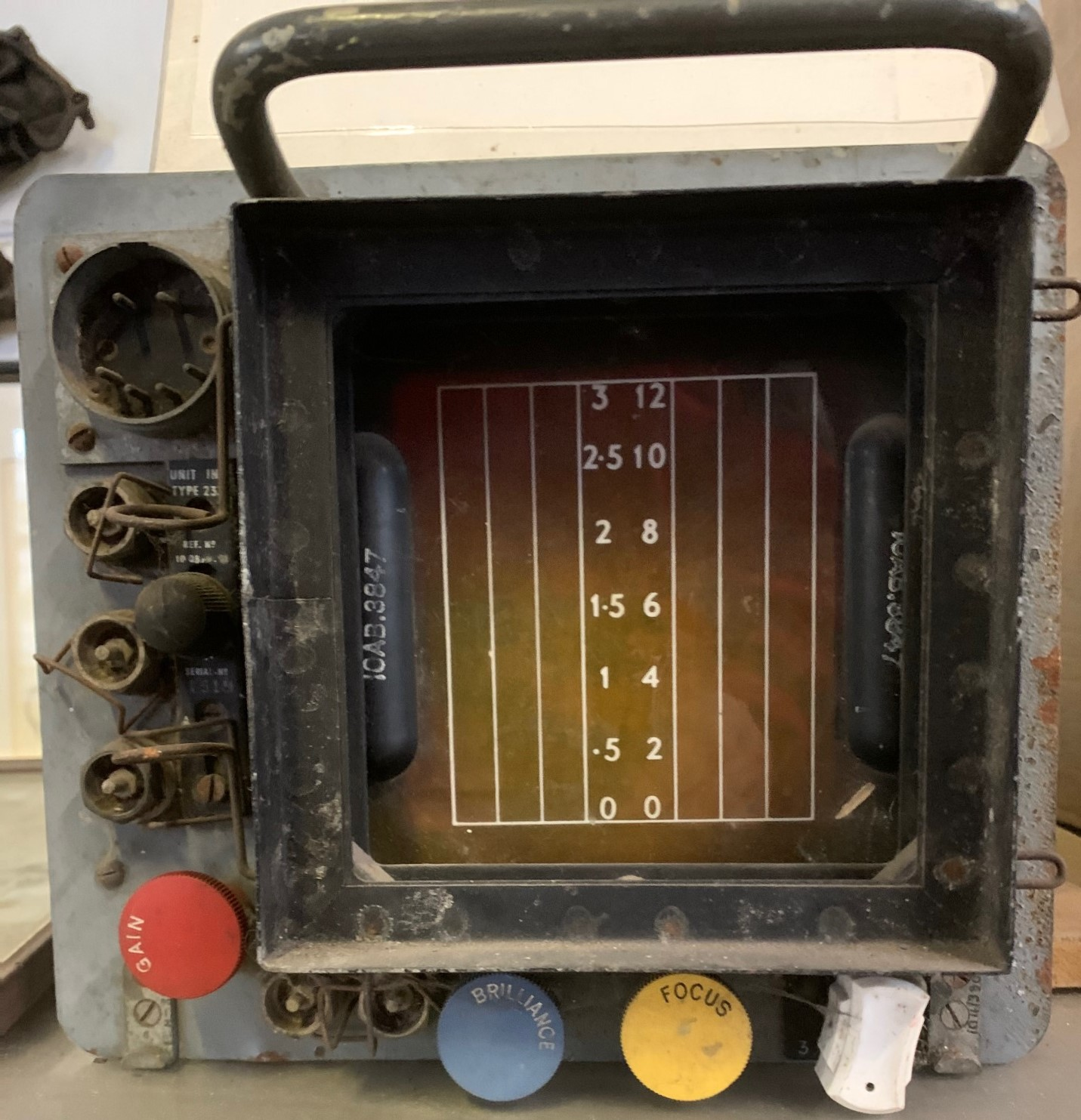

모니카 레이더(Monica)는 1942년 6월부터 영국 왕립공군이 폭격기에 먼저 도입을 시작한 후방경계 레이더(tail warning radar)였다.
공식적으로는 ARI 5664라는 분류기호로 알려졌으며, 주로 폭격기의 꼬리나 후방 포탑에 달린 이 장비는 VHF와 UHF 사이의 주파수인 300MHz의 전파를 송수신하며 뒤에서 접근하는 적 요격기들을 감지해서 자동으로 경고음을 울려주는 시스템이었다. 이 소형 레이더는 레이더 기술의 후발 주자였던 동맹국인 미국에도 전달되어 AN/APS-13이라는 명칭으로 미 육군항공대에서도 이용되었다.

## 전투기용으로 개발
1941년부터 개발이 시작된 모니카 레이다는 당시 영국 공군이 운용했던 여러 전자전 장비을 개발해낸 기관인 폭격기 지원 개발부대(Bomber Support Development Unit)에서 고안되었다. BSDU라는 약칭으로 불린 이 기관은 우스터셔주에 있었는데, 그중에서 레이다 실용화의 주역인 로버트 왓슨 와트의 뒤를 이어 항공기 탑재용 소형 레이다를 비롯한 여러 전자전 장비들의 개발을 이끌고 있던 테드 쿡 야버러(Ted Cooke-Yarborough : 1918~2013)에 의해 만들어졌다. 영국 본토 항공전의 전투 보고서를 공부한 그는 전투기 조종사들이 목표의 추적과 격추에 너무 몰두한 나머지 꼬리에 붙은 적기에게 격추되는 일이 흔하다는 내용을 접한 후 한 가지 생각이 떠올랐다. 실제로 연합군이나 추축군이나 전투기 조종사의 사각인 꼬리나 후하방에 접근한 적기에게 격추되는 일은 비일비재했고, 엔지니어 테드는 레이다가 그 해결책이라고 생각했다. 그 레이다는 단좌기에 실릴 정도로 작아야하는 기술적 난제가 있었지만, 단순히 적기의 접근만 알려주는 기능이라면 복잡하고 비싼  스코프나 대형 안테나 같은 장치가 필요없이 작고 저렴하게 만들 수 있을 것이다.

완성된 시제품은 조종사가 볼 수 없는 후방에서 다가오는 비행물체를 포착하고 경고를 울려주는 기능을 완벽하게 보여주었지만, RAF 전투기 사령부는 예산과 그밖의 운용상의 문제를 지적하며 이 기발한 장비의 채용을 주저하고 있었다. 그 대신 아서 해리스 장군이 이끄는 폭격기 사령부가 관심을 보였고, 1942년 여름부터 장거리 공습을 나가는 폭격기의 꼬리에 장착되기 시작했다. 일각에서는 모니카 레이더가 발신하는 전자파를 쫓아오면 더 위험해질 수 있다고 우려를 표했으나, 공군의 연구기관인 TRE(Telecommunications Research Establishment)의 기술자들은 그 정도로 가까이 다가온 독일 전투기라면 틀림없이 모니카에도 탐지될 것이라며 조종사들의 주장을 일축했다.

## 독일의 대응책
폭격기용으로 설계가 개량된 모니카 레이더는 폭격기 승무원들의 든든한 방패막이 되어주었다. 이걸 단 뒤로는 제아무리 칠흑같은 어둠에 싸운 밤하늘이라 하더라도 꼬리나 아래쪽에서 다가오는 독일 공군의 야간전투기들을 정확히 포착해서 네모꼴 디스플레이에 위치까지 알려줬고, 이에 폭격기에 타고 있는 기총사수들은 일제히 그쪽을 향해 총탑을 돌리고 사격하는 것만으로도 적기를 견제하는 효과가 있었던 것이다. 모니카 레이다를 달면 적 야간전투기들이 복부에 치명상을 입히고 달아나는 슈레게무지크를 이용한 요격에도 어느 정도 막아낼 수 있었다. 하지만 이런 호시절은 1년 반만에 끝나버리게 된다.

루프트바페의 요격으로 영국 공군은 많은 폭격기들을 잃고 있었고, 그들 대부분은 독일 점령지에 추락했다. 독일 엔지니어들은 추락한 영국제 폭격기에서 회수한 모니카를 분석해보니, 상식밖의 작은 레이다가 모든 폭격기에 실려있었다는 사실을 알게 되었다. 이 장비에 맞서기 위해 독일 과학자들은 플렌스부르크(Flensburg)라는 별명이 붙여진 FuG 227 레이다파 수신기를 개발했다. 1944년 초부터 FuG 227은 야간전투기에 탑재되기 시작했고, 전투기 후방석에 탄 푼커(Fumker : 무선수)들은 모니카 레이다가 방사하는 300MHz 전파를 쫓아가면 정확하게 영국 폭격기의 후방으로 접근할 수 있었다. RAF 폭격기 승무원들은 미처 이런 악몽 같은 상황을 깨닫지 못했지만, 그들의 폭격기 총좌에는 위력과 사정거리가 짧은 7.7mm 브라우닝 기관총만 실려있었다는 것이 문제를 더 악화시켰다. 큰 덩치를 이용해 20mm에서 30mm, 혹은 그 이상의 대구경 화기로 중무장한 루프트바페의 야간전투기들은 아브로 랭커스터나 핸들리 페이지 핼리팩스 폭격기의 방어포화가 닿지 않는 먼 거리에서 족집게처럼 격추시키고 있었다. 모니카 레이더는 폭격기 꼬리에서 뻗어나간 600 m 길이의 원뿔형 조사 공간에 들어온 물체만 탐지했기 때문에, 그 보다 먼 거리에서 우박처럼 쏟아지는 기관포탄에는 속절없이, 언제 접근했는지도 알지 못한 채 격추되어갔다.

## 영국의 맞대응
1944년 7월 13일 아침, 루프트바페의 야간전투기 부대인 제2야간전투항공단(NJG 2)의 7비행중대 소속 융커스 Ju 88G-1 야간전투기가 항법장치의 고장으로 하늘을 헤매다가 연료가 떨어져가자 눈 아래 보인 비행장에 착륙했다. 그런데 그곳은 RAF 우드브릿지 비행장이었다. 간밤의 야간 임무를 위해 출격했던 그 기체에는 무장부터 시작해 플렌스부르크 같은 기밀 장비까지 전부 실려 있었다. 즉시 승무원들의 신병을 구속하고 기체를 압수한 영국군은 적 장비의 분석에 들어갔다. 분석 결과는 좋은 뉴스와 나쁜 뉴스가 뒤섞여 있었다. 우선 좋은 뉴스란, 독일측의 레이다 및 전자 장비 관련 기술이 아직 영국의 수준에 이르지는 못했다는 것이다. 그들은 아직도 cm급 극초단파를 제대로 활용하지 못하고 있다는 것이 드러났다. 나쁜 뉴스란, 플렌스부르크였다. 그 작은 전파 수신기는 모니카 레이다의 주파수에 정확하게 맞춰져 있었고, 이에 대경실색한 RAF는 폭격기 사령부 소속의 모든 항공기에 실린 모니카를 철거하라고 명령했다.

이 결과만을 놓고 본다면 모니카 레이다는 연합군의 바보같은 삽질이라고 평가하기 쉽지만, 이 장치는 거의 1년 가까이 영국 폭격기 승무원의 생존율을 큰 폭으로 끌어올렸다. 그리고 미국에 전달된 모니카는 AN/APS-13란 제식 명칭으로 원래 목적인 전투기의 후방경계 장치로 쓰이게 되어 록히드 P-38 라이트닝과 P-47 선더볼트, 노스아메리칸 P-51/F-51 머스탱 같은 기종에 장착되었다. 또한 그중에 몇 대는 제509혼성비행단이 히로시마와 나가사키에 투하된 리틀 보이와 팻 맨에 내장된 레이다 고도계로 활용되었고, 공중폭발로 큰 위력을 내게 해주었다.